# Штиглиц, Роберт
Роберт Штиглиц (нем. Robert Stieglitz; род. 20 июня 1981 года, Ейск, Краснодарский край, СССР) — немецкий боксёр-профессионал, выступавший во второй средней (до 76,2 кг) и в полутяжёлой (англ. light heavyweight (175 lb, 79,4 кг)) весовых категориях. Чемпион мира по версии WBO (2009—2012, 2013—2014) во втором среднем весе.

## Профессиональная карьера
Родился в СССР, по национальности — немец. Имеет гражданство Германии, живёт с семьёй в Магдебурге.
Дебютировал в апреле 2001 года.
В октябре 2002 года победил боксёра из Белоруссии Сергея Караневича и завоевал молодёжный титул чемпиона мира по версии IBF в полутяжёлом весе.
В сентябре 2003 года Роберт победил по очкам боксёра с Украины, Юрия Барашьяна.
21 февраля 2004 года Штиглиц завоевал молодёжный титул чемпиона мира по версии IBF во втором среднем весе.
В декабре 2005 года в элиминаторе Роберт Штиглиц техническим нокаутом в 11-м раунде победил Алехандро Беррио.
В марте 2007 года состоялся 2-й бой между Штиглицем и Алехандро Беррио. На кону стоял вакантный титул чемпиона мира во 2-м среднем весе по версии IBF. Штиглиц дважды в 3-м раунде был на полу. Беррио победил техническим нокаутом в 3-м раунде.

### 22 марта2008Либрадо Андраде —Роберт Штиглиц
- Место проведения:  Моронго Касино Ресорт энд Спа, Кабазон, Калифорния, США
- Результат: Победа Андраде техническим нокаутом в 8-м раунде в 12-раундовом бою
- Статус: Отборочный бой за титул IBF во 2-м среднем весе
- Рефери: Рэй Корона
- Время: 1:53
- Вес: Андраде 75,10 кг; Штиглиц 75,60 кг
- Трансляция: HBO BAD
- Счёт неофициального судьи: Харольд Ледерман (69—64 Андраде)

В марте 2008 года Штиглиц встретился с мексиканцем Либрадо Андраде. Мексиканец доминировал в бою. В середине 8-го раунда он встречным правым кроссом пробил в голову. Штиглиц отлетел к канатам. Андраде прижал его к ним и начал добивать, выбросив несколько хуков, кроссов и апперкотов. Штиглиц не отвечал. Рефери вмешался и прекратил поединок. Немец решение не оспаривал.

### 2008—2017
9 декабря 2008 года Штиглиц раздельным решением победил по очкам непобеждённого немца Лукаша Вилашека (22-0).
22 августа 2009 года завоевал титул чемпиона мира во втором среднем весе по версии WBO, победив предыдущего чемпиона — венгра Кароля Балжай, причём в родном городе последнего — Будапеште.
9 января 2010 года в первой защите титула нокаутировал в пятом раунде боксёра из Аргентины Рубена Эдуардо Ацоста (23-3-5).
В апреле 2010 года Роберт защитил титул в бою с непобеждённым немцем Эдуардом Гуткнехтом (18-0).
20 ноября 2010 года в третьей защите титула победил по очкам Энрике Орнеласа (30-6).
В 2011 году Защитил титул в бою с Хореном Гевором.
В июле 2012 года проиграл титул немцу армянского происхождения, Артуру Абрахаму.
26 января 2013 года вернулся после поражения, нокаутировав в третьем раунде поляка Михала Нирода.
23 марта 2013 года вновь завоевал титул чемпиона мира во втором среднем весе по версии WBO, победив в матче-реванше Артура Абрахама техническим нокаутом в четвёртом раунде.
В марте 2014 года повторно проиграл титул Артуру Абрахаму.
12 ноября 2016 года в Магдебурге (Германия) уроженец Ейска Роберт Штиглиц завоевал титул чемпиона Европы в полутяжелом весе по версии Европейского боксёрского союза (EBU), победив представителя Франции Мехди Амара.